# كريستيان غميلين
كريستيان غوتليب غميلين (بالألمانية: Christian Gottlob Gmelin) هو كيميائي ألماني عاش بين 12 أكتوبر 1792 و13 مايو 1860.

## حياته
ولد كريستيان غميلين في توبنغن عام 1792، وهو الحفيد الأكبر للمكتشف يوهان جورج غميلن. تزوج من ابنة يوهان غوتليب فريدرش فون بوننبيرغر Johann Gottlieb Friedrich von Bohnenberger ورزق منها بثلاثة أبناء وست بنات.
درس كريستيان غميلين الطب وحصل على الدكتوراة عام 1785 من جامعة إرلانغن. أصبح بعد ذلك بروفيسوراً للكيمياء والصيدلة في جامعة توبنغن. في عام 1828 كان واحداً من أوائل من وضع طريقة لوصف الحصول على خضاب الألترامارين. في عام 1818، كان غميلين أول من اكتشف أن أملاح الليثيوم تعطي لهب أحمر زاهي في اللهب.
توفي غميلين في توبنغن عام 1860.

## أعماله
- Einleitung in die Chemie . Vol.1&2 . Laupp, Thüringen 1835-1837 نسخة إلكترونية من مكتبة جامعة دوسلدورف.